# Младост 3
«Младост 3» (болг. Младост 3) — станція четвертої лінії Софійського метрополітену.

## Історія
Станція метро «Младост 3» введена в експлуатацію 25 квітня 2012 року.

## Розташування та архітектурне оформлення
Станція розташована між кварталами Младост 1А та Младост 3.
Однопрогінна станція мілкого закладення з двома береговими платформами, виконана у бежево-кавових тонах. Має два вестибюлі, у яких розташовані ліфти для осіб з обмеженими фізичними можливостями та ескалатори, які з'єднують вхід на поверхні з підземними вестибюлем.

## Фотогалерея

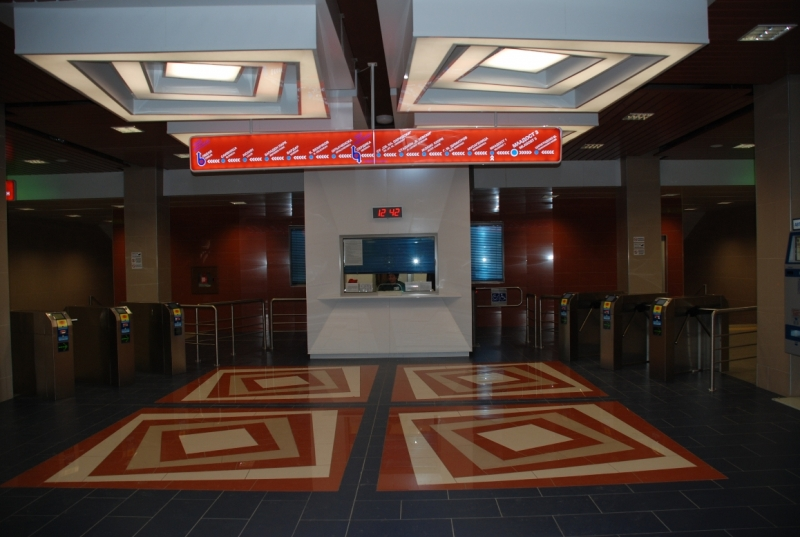
Вхід на станцію